# Comuna Tenkivka, Cervonoarmiisk
Tenkivka (în ucraineană Теньківська сільська рада) este o comună în raionul Cervonoarmiisk, regiunea Jîtomîr, Ucraina, formată din satele Stara Rudnea, Tenkivka (reședința) și Zelena Dibrova.

## Demografie
Componența lingvistică a comunei Tenkivka
     Ucraineană (87,02%)
     Rusă (12,69%)
Conform recensământului din 2001, majoritatea populației comunei Tenkivka era vorbitoare de ucraineană (87,02%), existând în minoritate și vorbitori de rusă (12,69%).